# Liz Cheney
Elizabeth Lynne Cheney (Madison, Wisconsin, 28 juli 1966) is een Amerikaanse advocaat en politicus die van 2017 tot en met 2023 de volksvertegenwoordiger in het Huis van Afgevaardigden voor Wyoming was. Cheney is voormalig voorzitter van de House Republican Conference, de op twee na hoogste positie in het Republikeinse leiderschap van het Huis van Afgevaardigden.
Cheney is de oudste dochter van Lynne Cheney en voormalig vicepresident Dick Cheney. Ze bekleedde verschillende functies op het Amerikaanse ministerie van Buitenlandse Zaken tijdens de regering van George W. Bush. Ze is politiek actief geweest namens de Republikeinse Partij en is mede-oprichter van Keep America Safe, een non-profitorganisatie die zich bezighoudt met nationale veiligheidskwesties. Ze was een kandidaat voor de verkiezing van 2014 voor de Senaat van de Verenigde Staten in Wyoming, waarbij ze de drievoudig zittende Mike Enzi uitdaagde voordat ze zich terugtrok uit de race. In het Huis van Afgevaardigden bekleedt ze sinds 2017 de zetel die van 1979 tot 1989 door haar vader werd bekleed. Op 16 augustus 2022 verloor Cheney de hernominatie voor de geplande tussentijdse verkiezingen (midterms) op 8 november in de Republikeinse voorverkiezingen van de door Donald Trump gesteunde Harriet Hageman. Haar termijn als volksvertegenwoordiger liep hierdoor af op 3 januari 2023.
Cheney staat bekend om haar harde opvattingen op het gebied van buitenlands beleid en is kritisch over het buitenlands beleid van het kabinet-Trump. Hoewel ze in 2019 nog weigerde voor de afzetting van president Trump bij zijn eerste afzettingsprocedure te stemmen, was Cheney een van de tien Republikeinen die stemden om Trump af te zetten bij zijn tweede procedure in 2021 na de bestorming en bezetting van het Capitool op 6 januari 2021.

## Levensloop

### Privéleven
Liz Cheney werd geboren op 28 juli 1966, in Madison, Wisconsin, als oudste van twee dochters van de latere vicepresident Dick Cheney en Lynne Vincent. Bij haar geboorte studeerden haar ouders aan de Universiteit van Wisconsin-Madison. Haar jongere zus, Mary Cheney, werd ook geboren in Madison. Cheney volgde een deel van haar basisschoolopleiding in Casper, Wyoming, terwijl haar vader in die staat succesvol campagne voerde voor de enige zetel van die staat in het Huis van Afgevaardigden. Na zijn verkiezing bracht het gezin zijn tijd door in zowel Casper als Washington, DC. Cheney studeerde af aan McLean High School (1984), waar ze cheerleader was. Ze behaalde haar Bachelor of Arts (BA) aan Colorado College, de alma mater van haar moeder, met een afstudeerscriptie met de titel "The Evolution of Presidential War Powers" (1988). Ze behaalde haar juridische graad aan de University of Chicago Law School (1996).
Cheneys relatie met haar jongere zus Mary Cheney leed publiekelijk schade nadat Liz in haar (niet-succesvolle) campagne voor de Senaat in 2014 verklaarde dat ze het homohuwelijk niet ondersteunt, terwijl Mary getrouwd is met een vrouw. Mary zei dat ze de kandidatuur van haar zus niet zou steunen en in 2015, toen haar werd gevraagd of zij en haar zus hun relatie hadden hersteld, zei ze: "Ik hoef daar geen antwoord op te geven."
Liz Cheney is getrouwd met Philip Perry, een partner bij het advocatenkantoor Latham & Watkins in Washington, DC. Ze trouwden in 1993 in Wyoming. Zij en Perry hebben vijf kinderen.

### Vroege carrière
Voordat zij rechten ging studeren, werkte Cheney vijf jaar voor het ministerie van Buitenlandse Zaken en tussen 1989 en 1993 bij het US Agency for International Development. Vervolgens werkte ze bij Armitage Associates LLP, een adviesbureau opgericht door Richard Armitage, toen een voormalig ambtenaar van het ministerie van Defensie en een Iran-Contra-agent die later diende als onderminister van Buitenlandse Zaken.
Na haar rechtenstudie heeft Cheney als advocaat gewerkt bij het advocatenkantoor White & Case en als advocaat en adviseur internationaal recht bij de International Finance Corporation. Ze heeft ook gediend als speciale assistent van de onderminister van Buitenlandse Zaken voor hulp aan de voormalige Sovjet-Unie, en als USAID-officier op de Amerikaanse ambassades in Boedapest en Warschau.

### Ministerie van Buitenlandse Zaken

#### Plaatsvervangend adjunct-staatssecretaris voor Nabije Oosten-aangelegenheden
In 2002 werd Cheney benoemd tot plaatsvervangend adjunct-staatssecretaris voor Nabije Oosten-aangelegenheden, een reeds bestaande vacante post met een "economische portefeuille", een mandaat om investeringen in de regio te stimuleren. Te midden van rapporten, waaronder een redactioneel artikel in de New York Times door Paul Krugman, dat de baan speciaal voor haar was gecreëerd (als dochter van de toenmalige vicepresident), zei de woordvoerder van het ministerie van Buitenlandse Zaken Richard Boucher dat ze was aanbevolen door de toenmalige minister van Buitenlandse Zaken Colin Powell. De Sunday Times (Londen) meldde dat Cheneys benoeming "het meest intrigerende teken was dat Amerika de hervorming van het Midden-Oosten serieus neemt" en "een maatstaf voor de ernst waarmee de regering Midden-Oostenprogramma's voor alfabetisering, onderwijs en hervorming nam". De benoeming volgde op gepubliceerde beleidsverdelingen tussen het kantoor van de vicepresident en het ministerie van Buitenlandse Zaken voor het Midden-Oostenbeleid. 

#### Bush-Cheney-herverkiezingscampagne 2004

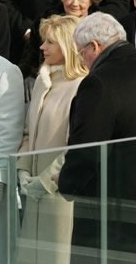
Cheney bij de inauguratie van George Bush als president en haar vader als vicepresident in januari 2005

Na twee jaar dienst verliet Cheney haar post bij het ministerie van Buitenlandse Zaken in 2003 om te dienen in de herverkiezingscampagne van haar vader in 2004. Ze nam deel aan het "W Stands for Women"-initiatief van de campagne om zich op vrouwelijke kiezers te richten.

#### Plaatsvervangend adjunct-staatssecretaris voor het Nabije Oosten
Op 14 februari 2005 keerde ze terug naar het Amerikaanse ministerie van Buitenlandse Zaken en werd ze benoemd tot eerste plaatsvervangend adjunct-staatssecretaris voor het Nabije Oosten en coördinator voor bredere initiatieven in het Midden-Oosten en Noord-Afrika. Cheney ondersteunde de adjunct-staatssecretaris voor het Nabije Oosten, C. David Welch, en coördineerde de multilaterale inspanningen ter bevordering en ondersteuning van democratie en uitbreiding van onderwijs en economische kansen in het Midden-Oosten en Noord-Afrika. Cheney hield toezicht op de lancering van twee semi-onafhankelijke stichtingen, het Fund of the Future (ter waarde van $100 miljoen), om kapitaal te verschaffen aan kleine bedrijven, en de Foundation of the Future (ter waarde van $55 miljoen), ter bevordering van persvrijheid en democratie.

#### Iran Syria Policy and Operations Group
Cheney leidde ook de Iran Syria Policy and Operations Group (ISOG), opgericht in maart 2006, een eenheid binnen het Bureau of Near Eastern Affairs van het Amerikaanse ministerie van Buitenlandse Zaken.
In april 2006 publiceerde de New York Times een verhaal dat kritisch was over Cheneys werk, in het bijzonder met betrekking tot Iran. Het International Republican Institute, een subsidieprogramma dat wordt beheerd door de afdeling van Cheney in samenwerking met een bij de Republikeinse Partij aangesloten stichting, kreeg bijzondere aandacht. De Times beweerde dat toen de groep controversieel werd, en critici zeiden dat ze geheime acties beramen die zouden kunnen escaleren tot oorlog met Iran en Syrië, de groep tegen mei 2006 werd ontbonden.

### Carrière na het ministerie van Buitenlandse Zaken
Cheney was in juni 2007 samen met Spencer Abraham en George Allen een van de drie nationale co-voorzitters van de presidentiële campagne van Fred Thompson in 2008. Nadat Thompson uit de race was gestapt, kondigde Cheney op 27 januari 2008 aan dat ze zou gaan werken voor de presidentiële campagne van Mitt Romney als senior adviseur buitenlands beleid.
In oktober 2009 lanceerden Liz Cheney, William Kristol en Deborah Burlingame als bestuursleden de non-profit Keep America Safe om "informatie te verstrekken aan bezorgde Amerikanen over kritieke nationale veiligheidskwesties". Het kreeg sterke kritiek van conservatieve advocaten, van wie velen voor de regering-Bush hadden gewerkt, na de campagne tegen "The Al Qaeda 7", zeven advocaten van het ministerie van Justitie in de regering-Obama die eerder gedetineerden in Guantánamo hadden verdedigd. Kort daarna verdween alle informatie over de organisatie van internet.
In januari 2012 werd Cheney ingehuurd als medewerker voor Fox News. Ze was commentator bij shows zoals Hannity en Fox News Sunday. Het netwerk beëindigde haar contract in juli 2013 nadat ze haar voornemen had aangekondigd om zich in 2014 kandidaat te stellen voor de Senaat namens Wyoming.

### Kandidatuur Amerikaanse Senaat

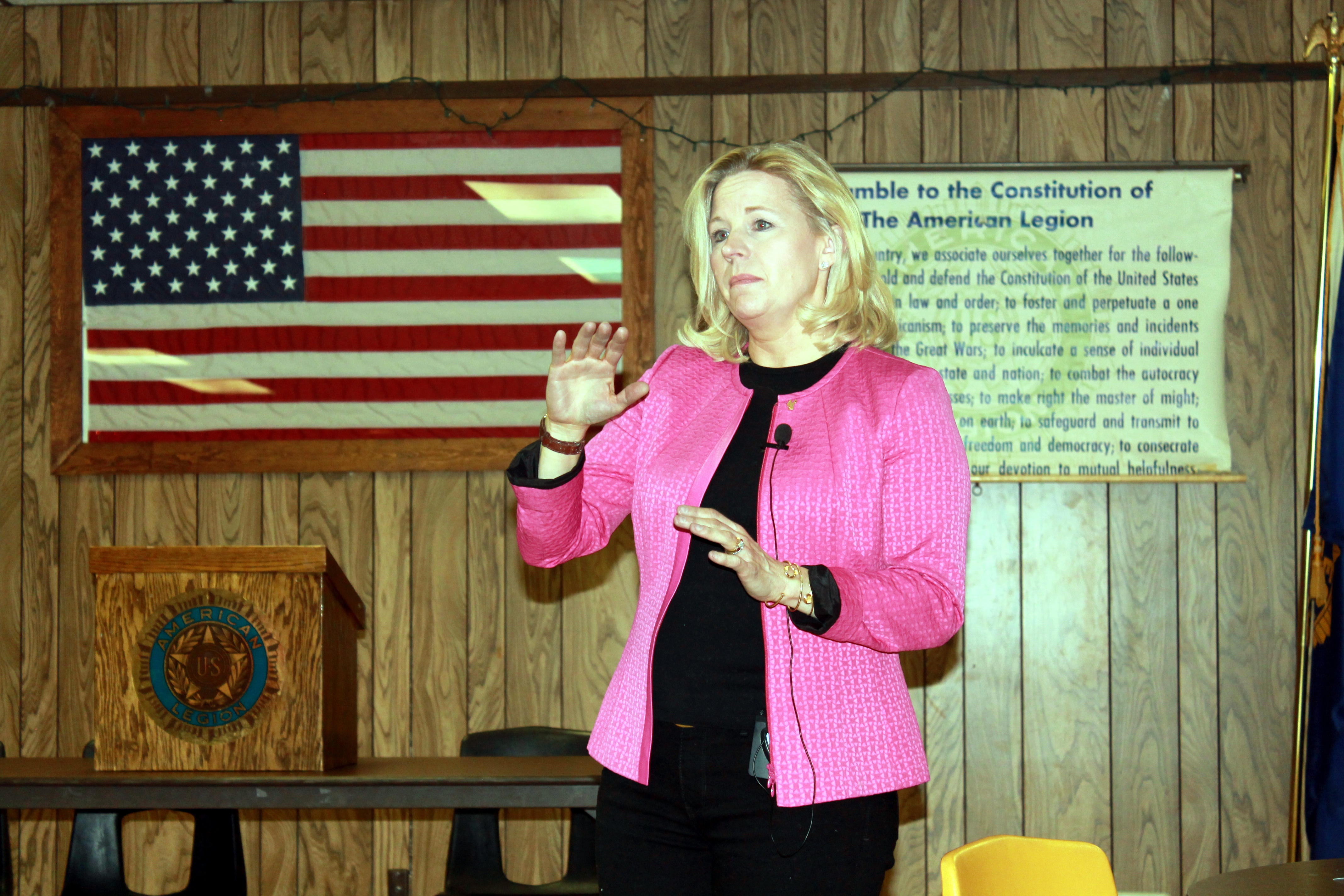
Liz Cheney voert campagne voor de Amerikaanse Senaat in Buffalo, Wyoming

Op 16 juli 2013 kondigde Cheney aan dat ze in 2014 kandidaat zou zijn om namens de staat Wyoming naar de Senaat te gaan als Republikein, waarbij ze de zittende Republikeinse senator Mike Enzi uitdaagde. De Nationale Republikeinse Senatoriale Commissie zei dat het Enzi zou steunen, zoals gebruikelijk. Cheney zou naar verwachting veel geld inzamelen, maar maakte zich zorgen over het feit dat ze pas in het najaar van 2012 naar Wyoming verhuisd was. In de video waarin ze haar kandidatuur aankondigde, merkte ze op dat de familie Cheney voor het eerst naar Wyoming kwam in 1852.  Haar vader diende van 1979 tot 1989 in Wyoming in het Amerikaanse Huis van Afgevaardigden. 
In haar eerste campagne-optreden in Cheyenne zei Cheney: "We hoeven niet bang te zijn om obstructionisten te worden genoemd. Het belemmeren van het beleid van president Obama en zijn agenda is eigenlijk geen belemmering; het is patriottisme." Cheney beweerde dat Obama "letterlijk de oorlog had verklaard" aan het eerste en tweede amendement van de Amerikaanse grondwet (vrijheid van meningsuiting en het recht op wapenbezit) en aan de belangen van boeren en energiewerkers in Wyoming die te maken kregen met regelgeving van de Amerikaanse Environmental Protection Agency. 
In augustus 2013 riep het conservatieve tijdschrift Newsmax Cheney uit tot een van de "25 meest invloedrijke vrouwen in de GOP" (Republikeinse Partij).
Cheneys campagne werd ontsierd door kritiek op haar agressieve standpunten op het gebied van buitenlands beleid en de openbare ruzie met haar zus Mary over haar uitgesproken verzet tegen het homohuwelijk. Enzi's aanhoudende populariteit maakte het voor Cheney moeilijk om de Republikeinse kiezers in Wyoming te bereiken. Op 6 januari 2014 kondigde Cheney aan dat ze zich had teruggetrokken uit de race, onder vermelding van gezondheidsproblemen in het gezin.

### Amerikaanse Huis van Afgevaardigden

#### 2016

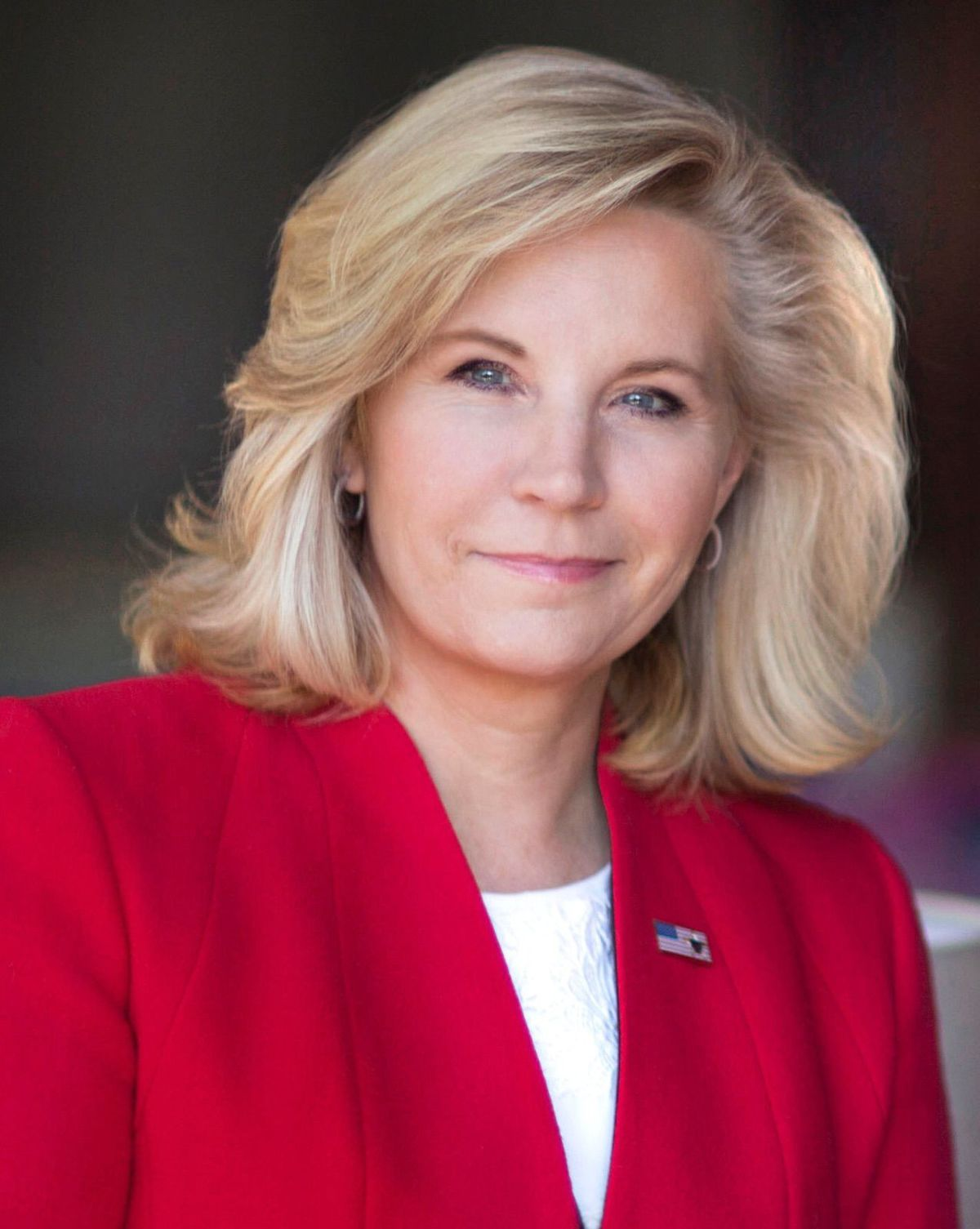
Cheney in 2016

Nadat de zittende volksvertegenwoordiger namens Wyoming Cynthia Lummis haar pensionering in de herfst van 2015 aankondigde, kondigde Cheney aan dat ze overwoog om zich in 2016 kandidaat te stellen. Het is dezelfde positie die haar vader tien jaar heeft bezet. Op 1 februari 2016 kondigde Cheney haar kandidatuur formeel aan voor de enige zetel van Wyoming in het Huis. Ze werd algemeen beschouwd als de koploper voor de zetel. Ze werd gekozen met meer dan 60% van de stemmen bij de verkiezingen.

#### 2018
Bij de verkiezingen van 2018 werd Cheney herkozen in het Huis van Afgevaardigden. Op 14 november werd Cheney door het Republikeinse membership gekozen als voorzitter van de House Republican Conferentie voor het 116e Congres. In deze functie was ze de derde Republikein in de kamer, na Minority Leader Kevin McCarthy en Minority Whip Steve Scalise en de hoogste Republikeinse vrouw in het Congres.

#### 2020
Cheney versloeg Blake Stanley in de Republikeinse voorverkiezingen met 73% van de stemmen, en Democraat Lynnette Gray Bull bij de algemene verkiezingen met 69% van de stemmen.

#### Ambtsperiode en standpunten
Cheney werd op 3 januari 2017 beëdigd, met een Republikeinse meerderheid in beide huizen van het Amerikaanse Congres. Ze was mede-sponsor van wetgeving die een einde zou maken aan de bescherming van grijze wolven in de Endangered Species Act.
Op 7 maart 2019, inmiddels met een Democratische meerderheid in het Huis, voegde Cheney zich bij 22 Republikeinse vertegenwoordigers in oppositie tegen HR183, die "antisemitisme als hatelijke uitingen van onverdraagzaamheid" en "anti-moslimdiscriminatie en onverdraagzaamheid" veroordeelde. Critici van het wetsvoorstel geven uiting aan hun bezorgdheid over het feit dat het te breed is, omdat het aanvankelijk bedoeld was om opmerkingen van Ilhan Omar te bestraffen, en haar naam en opmerkingen werden van het wetsvoorstel verwijderd. 
In mei 2019 zei Cheney dat Peter Strzok en een andere FBI-agent die persoonlijke sms-berichten stuurden waarin ze verschillende politici (onder wie president Donald Trump) kleineerden, klonken alsof ze een 'staatsgreep' planden en zich mogelijk schuldig maakten aan 'verraad'.

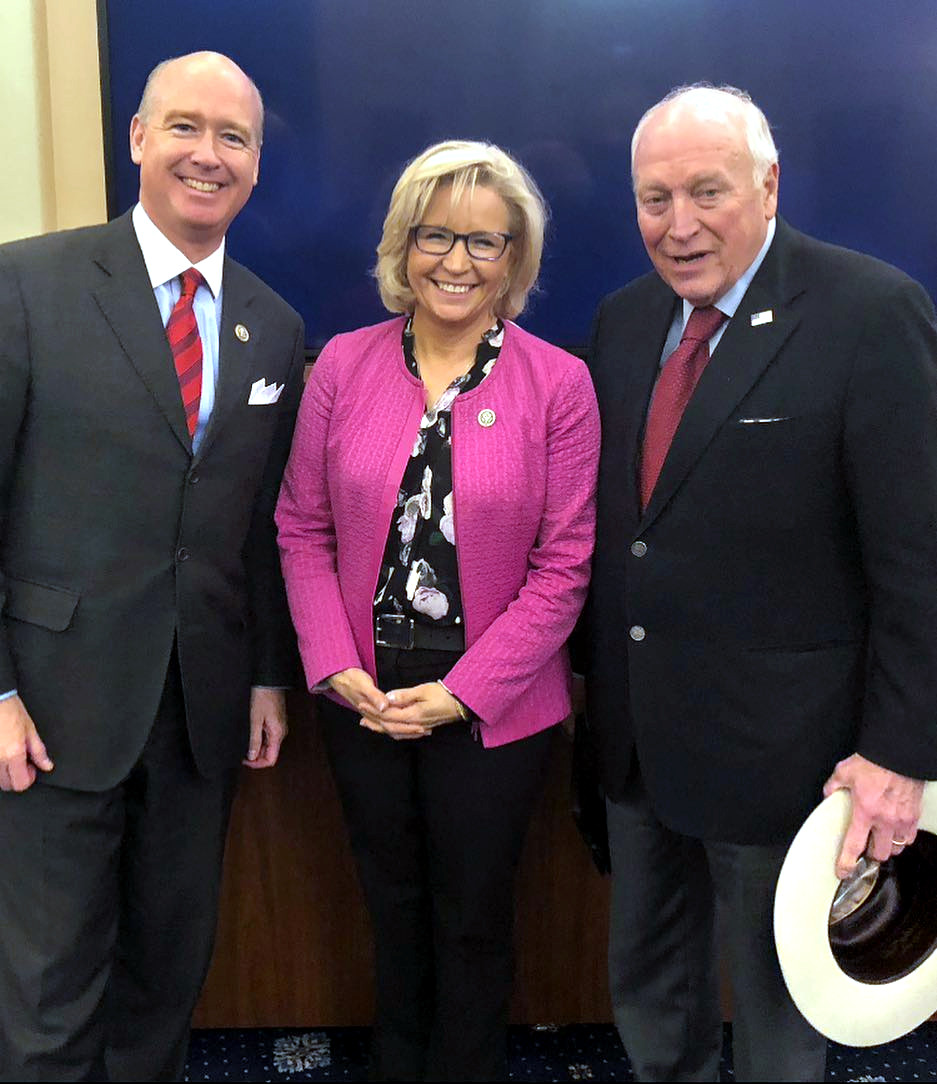
Liz Cheney met Dick Cheney en Robert Aderholt in november 2018

Als voorzitter op een House Republican Conference in augustus 2019 verklaarde Cheney dat de succesvolle rechtszaak (Crow Tribe et al v. Zinke ) door inheemse stammen en milieuactivisten om de grizzlybeer in Greater Yellowstone terug te brengen naar de Endangered Species Act "niet gebaseerd was op wetenschap of feiten" maar gemotiveerd door aanklagers "met de bedoeling onze Westerse manier van leven te vernietigen". Haar verklaringen haalden zich het commentaar van inheemse stamnaties en milieuactivisten op de hals. Inheemse naties beschouwen de grizzly als heilig en zij en milieuactivisten hebben hun bezorgdheid geuit over de jacht op trofeeën, belangen in vee en houtkap, en de gas-, steenkool- en oliewinning.
Cheney veroordeelde de Turkse invasie van de Koerdische gebieden in Syrië, die mogelijk werd gemaakt door het besluit van president Trump om de Amerikaanse strijdkrachten terug te trekken die dienden als buffer tussen Turkije en de Koerdische gebieden in Syrië, en verklaarde dat "de VS onze bondgenoot de Koerden in de steek laat, die ISIS (Islamitische Staat) ter plaatse bestreed en hielp bij het beschermen van het Amerikaanse thuisland. Deze beslissing helpt Amerika's tegenstanders Rusland, Iran en Turkije, en maakt de weg vrij voor een heropleving van ISIS." Cheney gaf de Democratische Partij en het afzettingsonderzoek naar Trump gedeeltelijk de schuld van de acties van Turkije en zei: "Het was geen toeval dat de Turken dit moment kozen om over de grens te walsen."
Bij een Republikeinse Huisconferentie in juli 2020 (te midden van de COVID-pandemie) werd Cheney bekritiseerd door sommige collega-Republikeinen, onder wie Jim Jordan van Ohio en Andy Biggs van Arizona, vanwege het verdedigen van de belangrijkste epidemiologisch adviseur Anthony Fauci en haar steun voor de tegenstander van Kentucky-afgevaardigde Thomas Massie bij zijn Republikeinse voorverkiezingen.
Cheney sprak haar steun uit voor het Israëlische plan om delen van Palestijns grondgebied in de bezette Westelijke Jordaanoever te annexeren. Ze ondertekende een brief gericht aan de Israëlische premier Benjamin Netanyahu die "de onwankelbare alliantie tussen de Verenigde Staten en Israël" bevestigt.

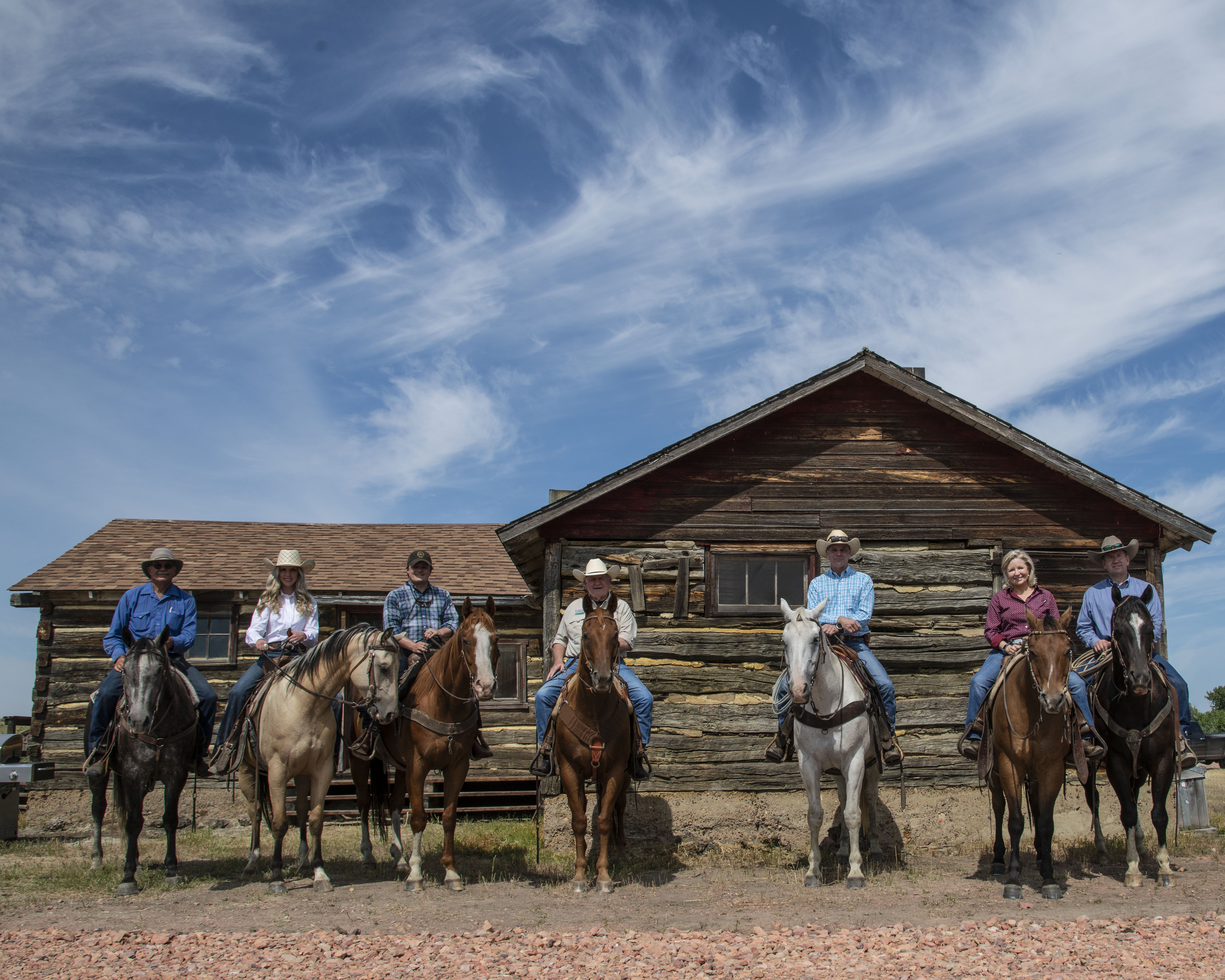
Cheney nabij Douglas, Wyoming, op 31 juli 2019

In september 2020 vroeg Cheney het ministerie van Justitie om onderzoek te doen naar milieugroeperingen zoals de NRDC, Sea Change en de Sierra Club.
Cheney ondertekende een brief waarin ze de verwijdering van de Democraat Eric Swalwell uit de House Intelligence Committee eiste nadat hij in opspraak kwam toen hij het doelwit bleek te zijn geweest van een vermoedelijke Chinese spionne. Ze bekritiseerde ook de rol van de Chinese Communistische Partij rond COVID-19 en maakte zich sterk om "de afhankelijkheid van de Chinese regering te beëindigen".
Op 12 januari 2021, na de bestorming van het Capitool van de Verenigde Staten tijdens de bekrachtiging van de winst van Joe Biden, kondigde Cheney aan dat ze zou stemmen voor de impeachment van president Donald Trump voor zijn rol bij het aanzetten tot de bestorming. Cheney zei dat Trump "de vlammen [van de rel] aanstak" en niets deed om het te stoppen. Door te zeggen dat "er nog nooit een groter verraad is geweest door een president van de Verenigde Staten van zijn ambt en zijn eed", kondigde ze haar steun aan voor de afzetting. Negen andere Republikeinen sloten zich bij haar aan op 13 januari. Ze was de hoogste Republikein die voor afzetting stemde.
In mei 2021 werd Cheney door haar Republikeinse collega's weggestemd als voorzitter van de House Republican Conference. Ze was bij hen in diskrediet geraakt door haar steun voor de tweede afzettingsprcedure van Donald Trump.